# Du Toit Mountains
Die Du Toit Mountains sind ein 55 km langes, 16 km breites und bis zu 1700 m hohes Gebirge im südöstlichen Palmerland auf der Antarktischen Halbinsel. Sie ragen südwestlich der Wilson Mountains auf und werden durch den Beaumont-Gletscher, den Maury-Gletscher und den Defant-Gletscher begrenzt.
Die ersten Luftaufnahmen entstanden 1940 bei der United States Antarctic Service Expedition (1939–1941). Luftaufnahmen der United States Navy aus den Jahren von 1966 bis 1969 dienten dem United States Geological Survey der Kartierung. Das Advisory Committee on Antarctic Names benannte das Gebirge nach dem südafrikanischen Geologen Alexander Du Toit (1878–1948), der als einer der wenigen Wissenschaftler in der ersten Hälfte des 20. Jahrhunderts die von Alfred Wegener aufgestellte Theorie der Kontinentaldrift unterstützte.